# Japán Önvédelmi Haderő
A japán Önvédelmi Haderő (japánul: 自衛隊 (じえいたい), magyarra átírva Dzsieitai, jelentése „önvédelmi haderő”; angolul Japan Self-Defense Forces) Japán második világháború utáni haderejének hivatalos neve. Az Önvédelmi Haderő megalakulása óta nem vett részt valódi harccselekményekben, azonban egyes csapattestjei már több nemzetközi békefenntartó műveletben is bevetésre kerültek (pl. Irak és Afganisztán területén).

## Erők
Az Önvédelmi Haderő három fő haderőnemből áll:
- Japán Szárazföldi Véderő (陸上自衛隊 (りくじょうじえいたい), átírva Rikudzsó Dzsieitai)
- Japán Tengerészeti Véderő (海上自衛隊 (かいじょうじえいたい), átírva Kaidzsó Dzsieitai)
- Japán Légi Véderő (航空自衛隊 (こうくうじえいたい), átírva Kókú Dzsieitai)

### Személyi állomány
A Önvédelmi Haderő létszáma 1992-ben 246 400 főt számlált, melyből a Szárazföldi Önvédelmi Erő 156 ezret, a Tengerészeti Önvédelmi Erő 44 ezret, a Légi Önvédelmi Erő 46 ezret tett ki. A tartalék állomány körülbelül 48 ezer főből áll.
Sorkötelezettség
18–27 év között
Hadkötelezettek
18–49 év között (2005-ös becslés)
- férfiak: 27 003 112 fő
- nők: 26 153 482 fő

Szolgálatra alkalmasak
(2005-ös becslés)
- férfiak: 22 234 663 fő
- nők: 21 494 947 fő

Évente korhatárt elérők
(2005-ös becslés)
- férfiak 683 147 fő
- nők: 650 157 fő

Aktív állomány
- 239 000 fő

### Költségvetés
45,841 milliárd USD (2004),
44,3 milliárd USD (2005)
GDP százaléka:
1% (2004), 0,8% (2006)

### Korlátozások
A japán katonaságot szigorúan korlátozták a japán alkotmány 9. paragrafusában. Ez megtiltja hadsereg, haditengerészet és légierő létrehozását, de engedélyezi önvédelmi erők fenntartását. Az Önvédelmi Haderő minimális partraszálló és áttelepülési képességgel rendelkezik, nincsenek nagy hatótávolságú csapásmérő fegyvereik (nagy hatótávolságú levegő-föld fegyverek és nagy hatótávolságú hadászati és harcászati támadógépeik), a légierő légi üzemanyag-utántöltő képessége minimális, kétéltű (tengerészgyalogos), vagy különleges hadműveleti alakulataik létszáma is csekély. Ennek ellenére az Önvédelmi Haderő felszerelése korszerű. Japán hagyományosan GDP-je 1%-át költi véderejére, azonban a közelmúltbeli hihetetlen gazdasági fellendülés hozta bevételnövekmény miatt ez hatalmas összeg: az ország évi 45,8 milliárd USD-t költ rá. Ennek nagyjából a fele a személyi állományra, a másik fele a felszerelések fenntartására és a fejlesztésekre különül el. Ezzel Japán rendelkezik a hatodik legnagyobb katonai költségvetéssel, az Amerikai Egyesült Államok, Kína, Oroszország, az Egyesült Királyság és Franciaország után.

### Külföldi küldetések
Az első külföldi küldetésük, az ENSZ égisze alatt, az 1992-es (első) kambodzsai szabad választások biztosítása és felügyelete volt. Az ENSZ felhatalmazása nélküli első bevetésükre 2004-ben került sor Irakban. 2005-ben a Haderő Indonéziában nyújtott segítséget a 2004-es indiai-óceáni cunami után.

## Szerveződés

A miniszterelnök zászlaja

Japán hírszerző közösség tagjai:
Kormányzati Információs és Kutatási Hivatal (Naicho)
Japán központi nemzetbiztonsági szolgálata. A Miniszterelnökség közvetlen irányítása alatt elsősorban polgári hírszerzést folytat, de rendelkezik elhárító szervezeti elemmel is (utóbbi központi feladata a terrorelhárítás). A szervezet végzi a Miniszterelnök tájékoztatását, amelynek keretében a politikai döntések meghozatalához szükséges politikai, gazdasági és más fontos területeket érintő információkat biztosít. A szervezet  az információszerzés során  HUMINT, OSINT, IMINT módszereket  egyaránt használ. Műveleti szervezeti elemeihez tartozik a belföldi, a külföldi, a gazdasági, az elemzést  és értékelést végző osztály, valamint a kormányzati információegyesítő központ, a műholdas információs központ, valamint az elhárítása központ. A szolgálat létszáma: 200 fő.
Közbiztonsági Hírszerzési Hivatal (Kóancsó)
Az Igazságűgyi Minisztérium felügyelete alá tartozik, polgári elhárító nemzetbiztonsági szolgálatnak minősül. Fő feladata a szélsőséges szekták és terrorista csoportokkal kapcsolatos információszerzés. Elsősorban HUMINT és SIGINT adatszerző módszerekkel szerzi információit. Fő műveleti komponense a szekta kutató igazgatóság és a terrorizmus kutató igazgatóság. A szolgálat létszáma: 1500 fő.
Védelmi Hírszerző Főparancsnokság (Dzsóhó Honbu)
A legjelentősebb japán nemzetbiztonsági szolgálat. A Védelmi Minisztérium szervezetébe tartozik,  katonai hírszerzést folytat. Katonai hírszerző/felderítőszolgálat. Szervezetében a haderőnemek összekötökkel vannak jelen. Rendeltetése az új típusú fenyegetésekkel (kibertevékenység, nemzetközi terrorizmus, tömegpusztító fegyverek terjedése) szembeni küzdelem. A szervezet HUMINT, SIGINT, IMINT, OSINT képességekkel rendelkezik. A szolgálat létszáma: 2500 fő.
Katonai Hírszerző Parancsnokság (Csóú Dzsóhótai)
A szárazföldi önvédelmi erő kötelékébe tartozik. Elsősorban katonaföldrajzi információgyűjtést végez, de hírszerzési információkkal is ellátja a szárazföldi csapatok vezetését. A létszáma: 600 fő.
Hírszerző és Elemzőszolgálat (Kokuszai Dzsóhó Tókacukan Szosiki)
A szolgálat a Külügyminisztérium polgári hírszerző szolgálata. Japán külképviseletein keresztül gyűjt külföldre vonatkozó információkat. SIGINT és IMINT képességekkel rendelkezik. A szervezetét négy műveleti igazgatóság alkotja. Fő feladata a kormányzat tájékoztatása. A létszáma: 100 fő.
Nemzetközi Terrorellenes Hírszerző Egység (Kokuszai Tero Dzsóhó Súsú Junitto)
Az egység a Külügyminisztérium felügyelete alatt működő polgári elhárító és hírszerző szolgálat. Feladata a Japánban megrendezett nemzetközi események biztonságának szavatolása. Fő feladata a terrorizmus elleni harc. A létszáma: 20 fő.
- Miniszterelnök

– Védelmi miniszter
– Védelmi miniszter helyettese
– Védelmi Kormányhivatal főigazgatója
– Az egyes haderőnemek vezérkari főnökei

### Felszerelések

#### Szárazföldi Önvédelmi Erő
- közepes harckocsik:,
- felderítő járművek:,
- lövészpáncélosok:,
- vontatott tarackok:,
- önjáró tarackok:,
- aknavetők:,

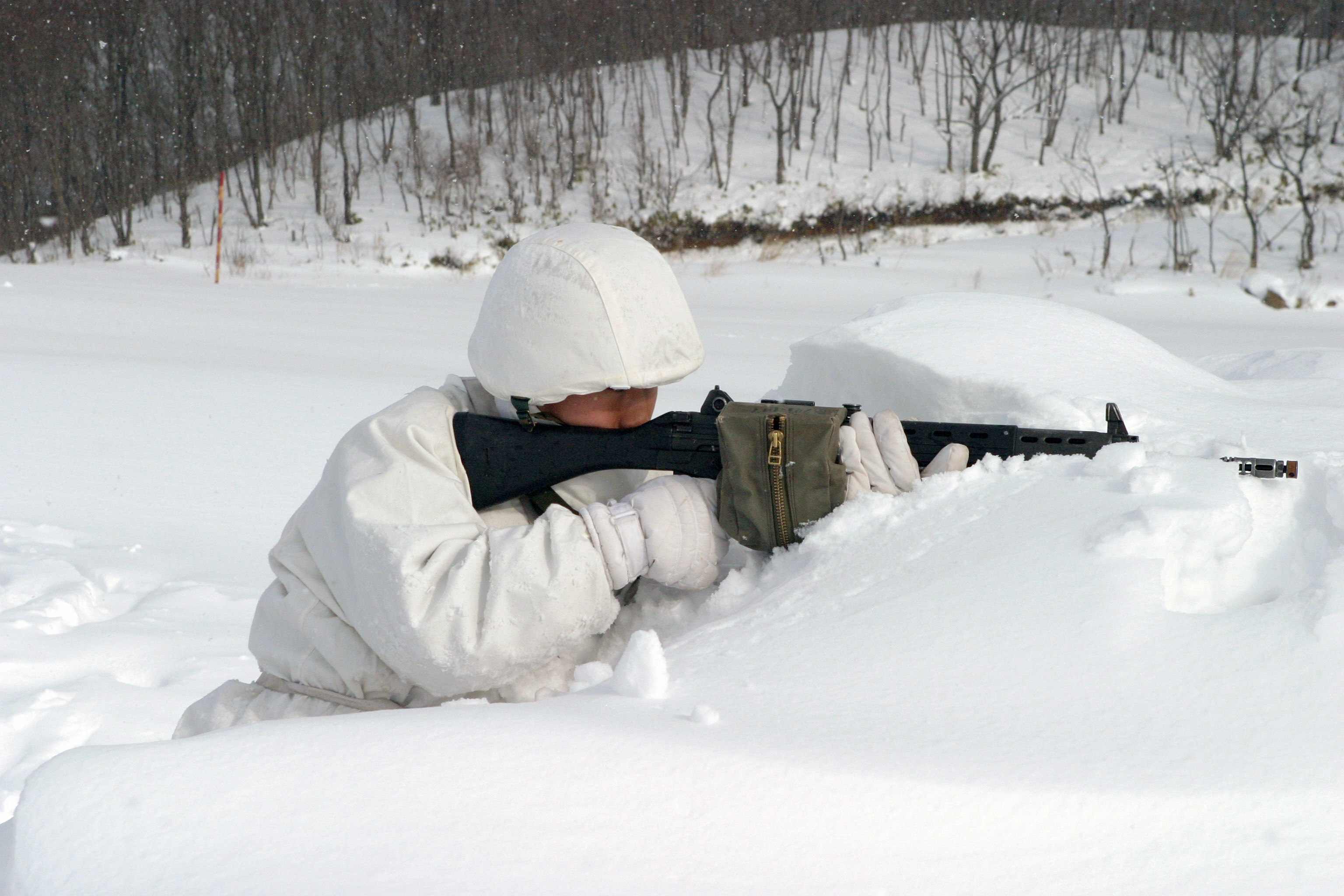
A japán 20. Gyalogezred egyik katonája téli álcázó ruházatban, 89 típusú rohampuskával Szendai térségében. A töltényhüvely-kivető nyílásra textilzsák van szerelve

- rakéta-sorozatvetők: 75-ös típusú rakéta-sorozatvető
- csöves légvédelmi eszközök:,
- föld-föld rakéták:,
- páncéltörő rakéták:,
- merevszárnyú repülőgépek:,
- támadó helikopterek:,
- szállító helikopterek:.

#### Tengerészeti Önvédelmi Erő
- dízelüzemű tengeralattjárók:,
- légvédelmi rakétás rombolók:,

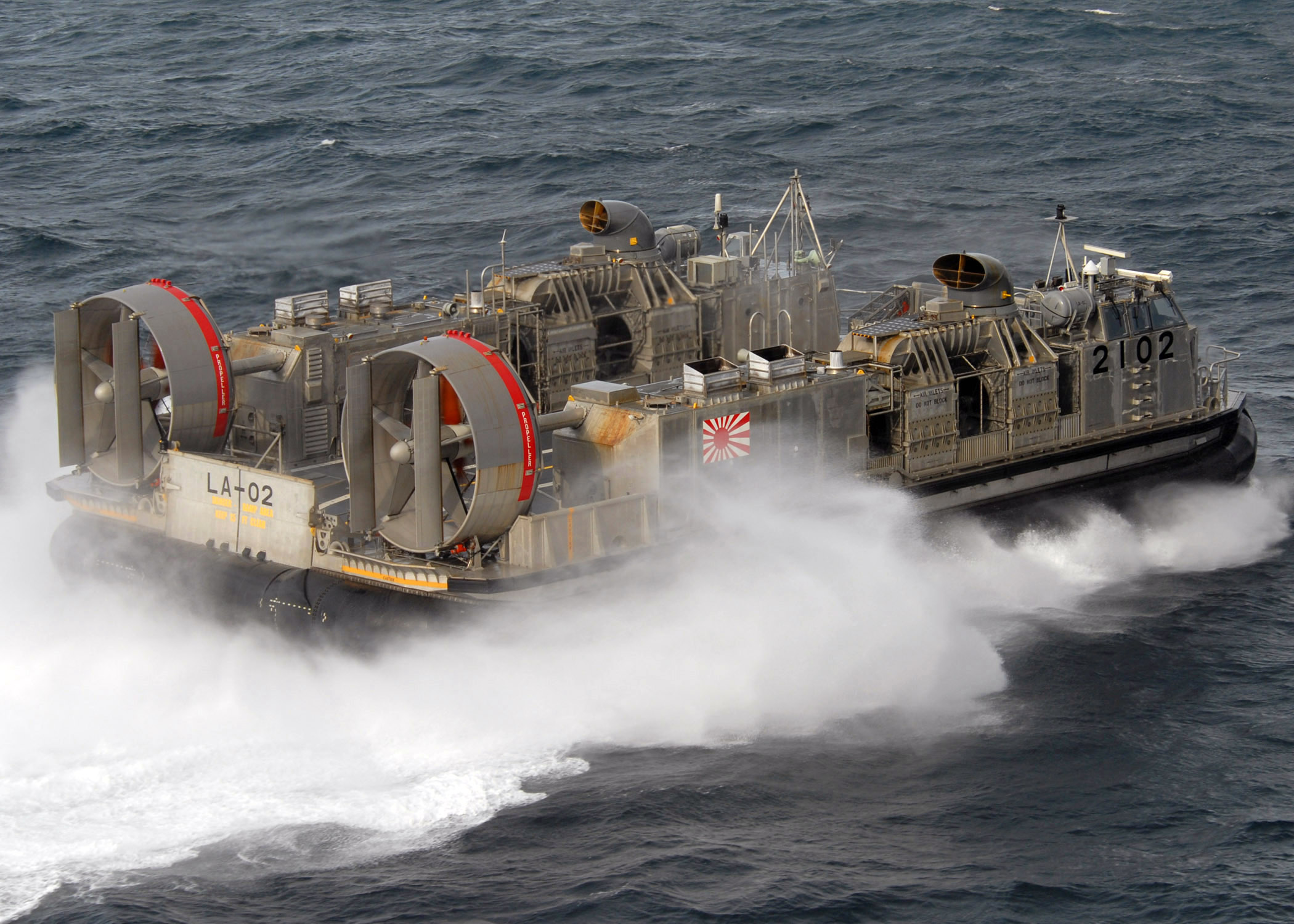
A USS Tortuga (LSD 46) deszanthajó felé tartó japán LA–02 légpárnás 2007. november 11-én

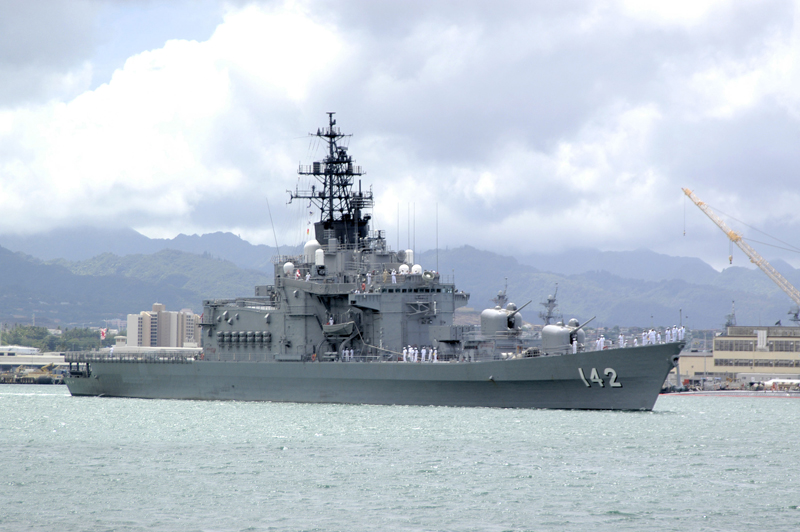
Hawaiiban a JDS Hiei (DDH 142) 2006-ban. A Rim of the Pacific 2006 hadgyakorlat idején

- fregattok (helikopterekkel a fedélzetükön):,
- járőrhajók és kisebb partmenti hadihajók:,
- aknaszedők:,
- légpárnás hajók:,
- segédhajók:,
- szárazföldi bázisú merevszárnyú repülőgépek:,
- hajófedélzeti helikopterek:.

#### Légi Önvédelmi Erő

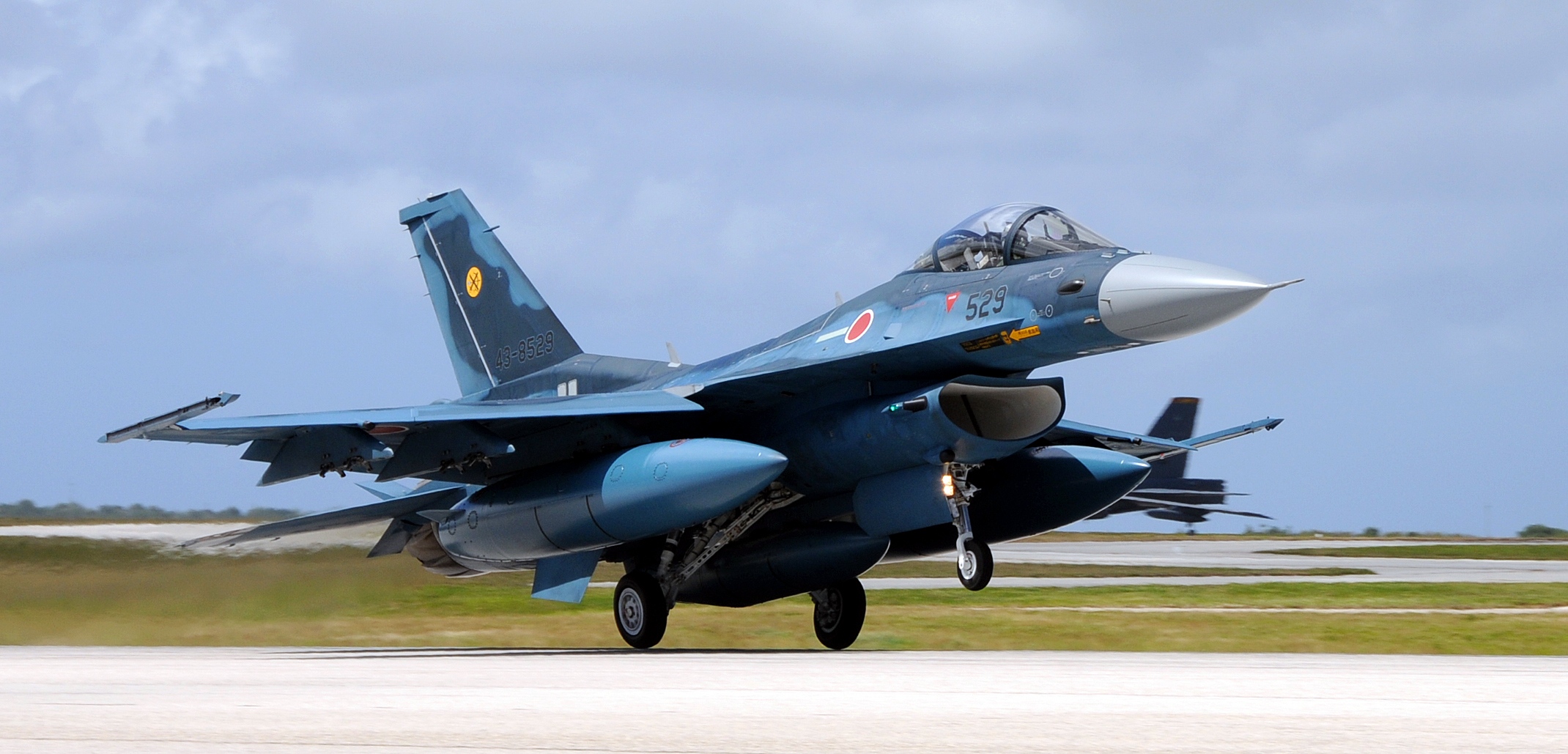
Az 529-es F–2A leszáll a guami Andersen AFB-re 2009. január 30-án. A gép a Cope North 2009 hadgyakorlatra érkezett

- vadász- és támadó repülőgépek: F–4EJ, F–15J/DJ, F–2A/B stb.
- oktató repülőgépek:,
- felderítő repülőgépek:,
- légi ellenőrző és korai riasztó (AWACS) repülőgépek:,
- harcászati szállító repülőgépek:,
- föld-levegő rakéták:,
- partmenti és szárazföldi légtérellenőrző és korai riasztó rendszerek:.

## Híres személyiségek
- Fudzsinava Judzsi vezérezredes
- Sinszaku Janai őrnagy